# Hubert Lang (Politiker)

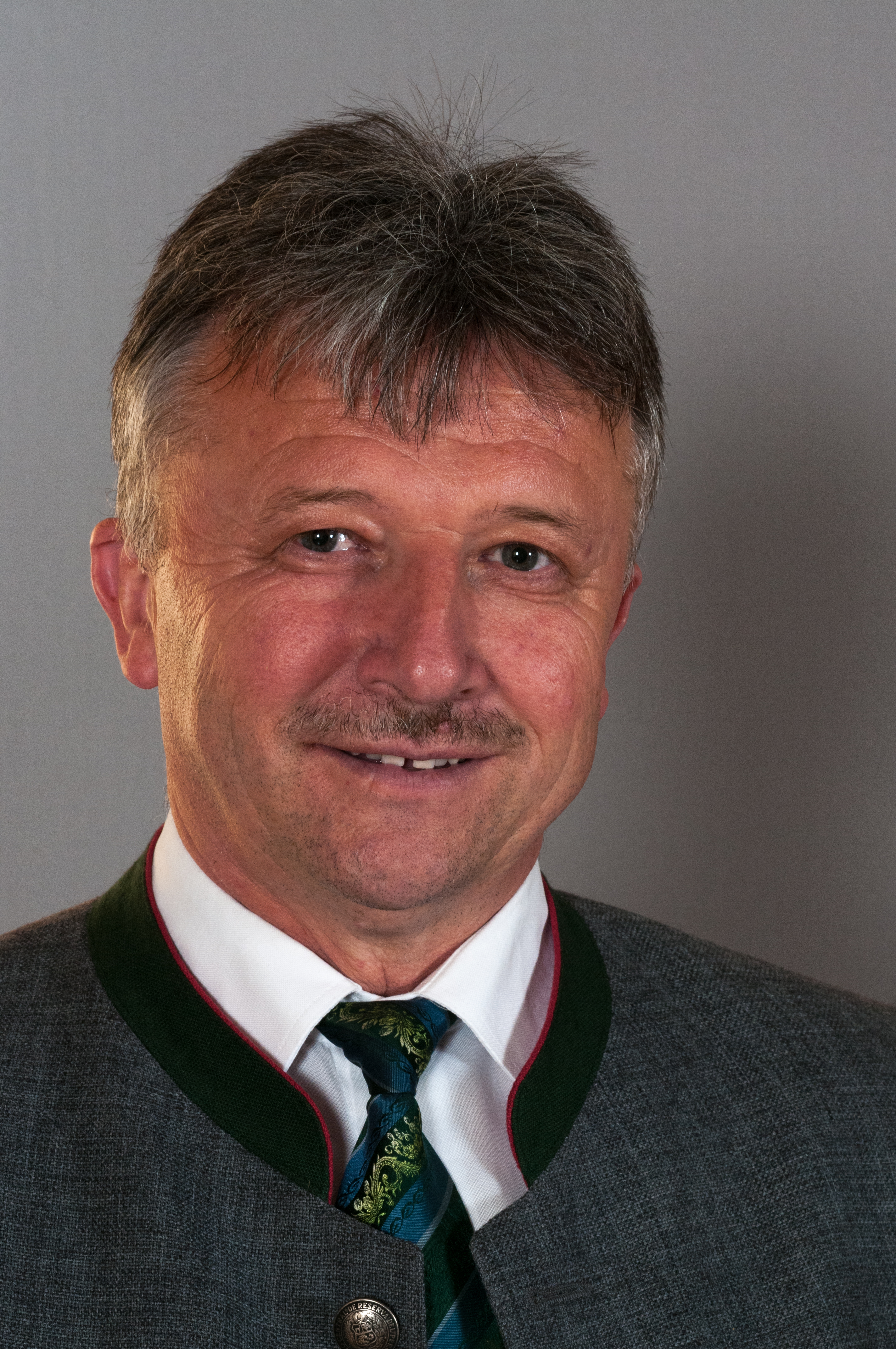
Hubert Lang (2016)

Hubert Lang (* 10. September 1964 in Vorau) ist ein österreichischer Politiker der Österreichischen Volkspartei (ÖVP). Er war von 2010 bis 2024 Abgeordneter zum Steiermärkischen Landtag.

## Politik
Den Einstieg in die Politik machte Lang 1997 durch seine Mitgliedschaft im Ortsbauernrat. Bereits zwei Jahre später wurde er zu dessen Obmann gewählt. Dies führte auch dazu, dass er 2000 in den Gemeinderat von Pöllauberg gewählt wurde.
Im Jahr 2006 übernahm Lang die Obmannstelle der örtlichen ÖVP. 2007 wurde er zum Vizebürgermeister in Pöllauberg gewählt. Am 31. Mai 2013 legte er seine Funktion als Vizebürgermeister im Verlauf der Diskussionen um die Steiermärkischen Gemeindestrukturreform zurück, nachdem es in seiner Heimatgemeinde heftigen Widerstand – 83,24 Prozent der Pöllauberger stimmten bei der Volksbefragung gegen eine Fusion mit den anderen fünf Gemeinden im Tal – gegeben hatte. „Man muss für die eigene Arbeit einen Schwerpunkt setzen; als Abgeordneter trage ich Verantwortung für den Bezirk“, begründete er seinen Rückzug aus der Gemeinde.
2010 wurde er stellvertretender Obmann der Bauern im Bezirk Hartberg. Am 17. Februar 2011 wurde Lang mit 95 Prozent Zustimmung zum Obmann-Stellvertreter des Bezirks Hartberg gewählt.
Am 21. Oktober 2010 wurde Lang im  Steiermärkischen Landtag als Abgeordneter angelobt. Dort ist er Sprecher der ÖVP für die Ländliche Entwicklung und ist in den Ausschüssen Agrarpolitik, Land und Forstwirtschaft, Umwelt und Verkehr sowie in der Kontrolle tätig.
Lang ist auch Vorstandsmitglied im EU-Regionalmanagement Oststeiermark.

## Ausbildung und Beruf
Lang besuchte die Volksschule in Winzendorf, die Hauptschule in Pöllau und die Polytechnische Schule in Pöllau. Von 1980 bis 1983 absolvierte er eine Lehre als Einzelhandelskaufmann. Diesen Beruf übte er bis 1995 aus.
Seit 1995 ist Lang selbständiger Landwirt. Er betreibt einen 3,9 Hektar großen Obstbaubetrieb im Vollerwerb. Er vermarktet seine Produkte – Äpfel, Marillen, Pfirsiche, Zwetschken und Birnen, darunter auch die regionale Spezialität Hirschbirne – selbst.

## Privates
Hubert Lang lebt in Oberneuberg, eine Ortschaft der Gemeinde Pöllauberg. Er ist verheiratet und Vater von drei Kindern (* 1987, 1989 und 1996).